# Castell de Kumamoto
El castell de Kumamoto (熊本城, Kumamoto-jō) és un castell situat a Kumamoto, a la prefectura de Kumamoto al Japó. Era un castell gran i extremadament ben fortificat. El donjon ha estat parcialment renovat l'any 1960 però les bigues de fusta més antigues s'han conservat. És considerat com un dels tres castells més bonics al Japó, amb el castell de Himeji i el castell de Matsumoto. Tretze estructures del conjunt del castell han estat designades « béns culturals importants ».

## Història
La història del castell de Kumamoto es remunta a l'any 1467 quan Ideta Hidenobu edifica les fortificacions. Aquestes fortificacions van ser desenvolupades l'any 1496 per Kanokogi Chikakazu. L'any 1588, Katō Kiyomasa va ser transferit al que era encara l'esbos del castell de Kumamoto. De 1601 a 1607, va engrandir considerablement el castell, transformant-lo en un complex que comprenia 49 yagura (torellons, 18 portes de torrellons i 29 portes més petites. La torre del castell, més petita, construïda algun temps després del donjon, tenia diverses instal·lacions, entre les quals un pou i una cuina. El palau Honmaru Goten va ser acabat l'any 1610. El conjunt del castell mesura aproximadament 1,6 km d'est a oest i 1,2 km de nord a sud. El donjon fa 30,3 m d'alt.
El castell va ser assetjat l'any 1877 durant la rebel·lió de Satsuma i el donjon així com altres parts del castell van ser destruïdes pel foc. Tretze dels edificis del conjunt van ser preservats i han estat designats « béns culturals importants ». L'any 1960, el donjon va ser reconstruït en formigó. De 1998 a 2008, el conjunt del castell es va beneficiar de treballs de restauració durant els quals la majoria de les estructures del segle XVII van ser reconstruïdes.
Els murs de pedra corba, coneguts amb el nom de Musha-gaeshi, així com sortints de fusta, van ser concebuts per impedir els atacants penetrar al castell. Les caigudes de pedres servien igualment de mitjà de dissuasió.
Al parc San-no-Maru pròxim es troba el Hosokawa Gyobu-tei, l'antiga residència del clan Hosokawa, dàimio de la província de Higo durant el Període Edo. Al parc d'aquesta casa tradicional de fusta es troba un agradable jardí japonès.
El castell de Kumamoto ha celebrat recentment el seu 400 aniversari. El 7 de desembre 2008 s'ha acabat la renovació a gran escala del palau interior del dàimio. Una cerimònia pública per celebrar la renovació va tenir lloc el 20 d'abril de 2008.

## Galeria
Fotografies antigues

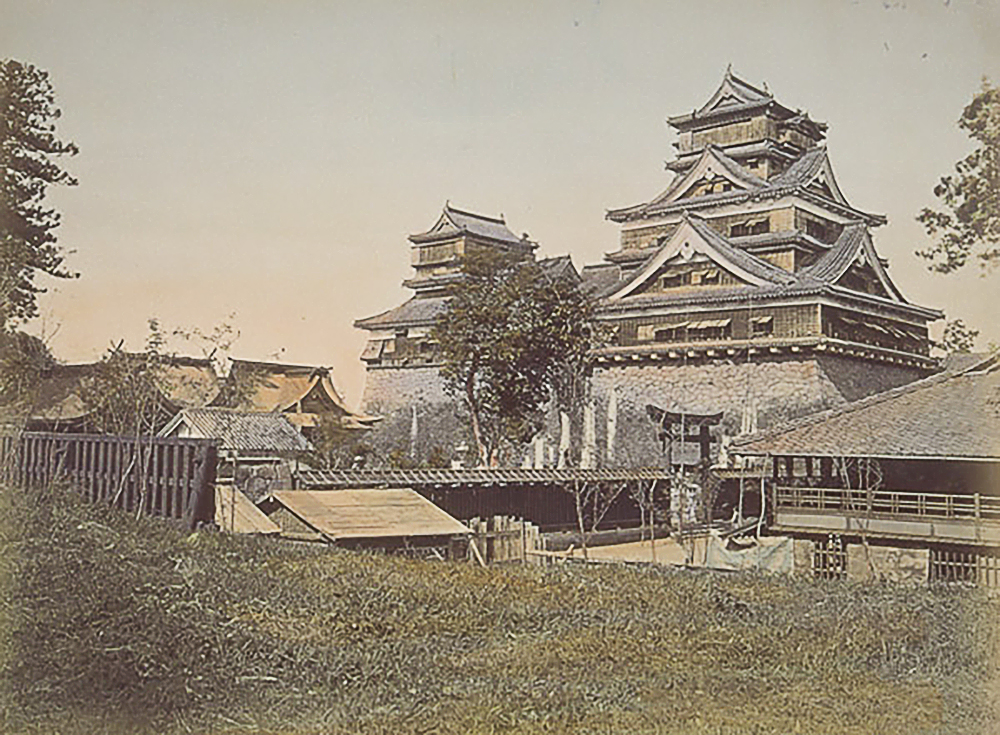
El castell l'any 1871-1874.
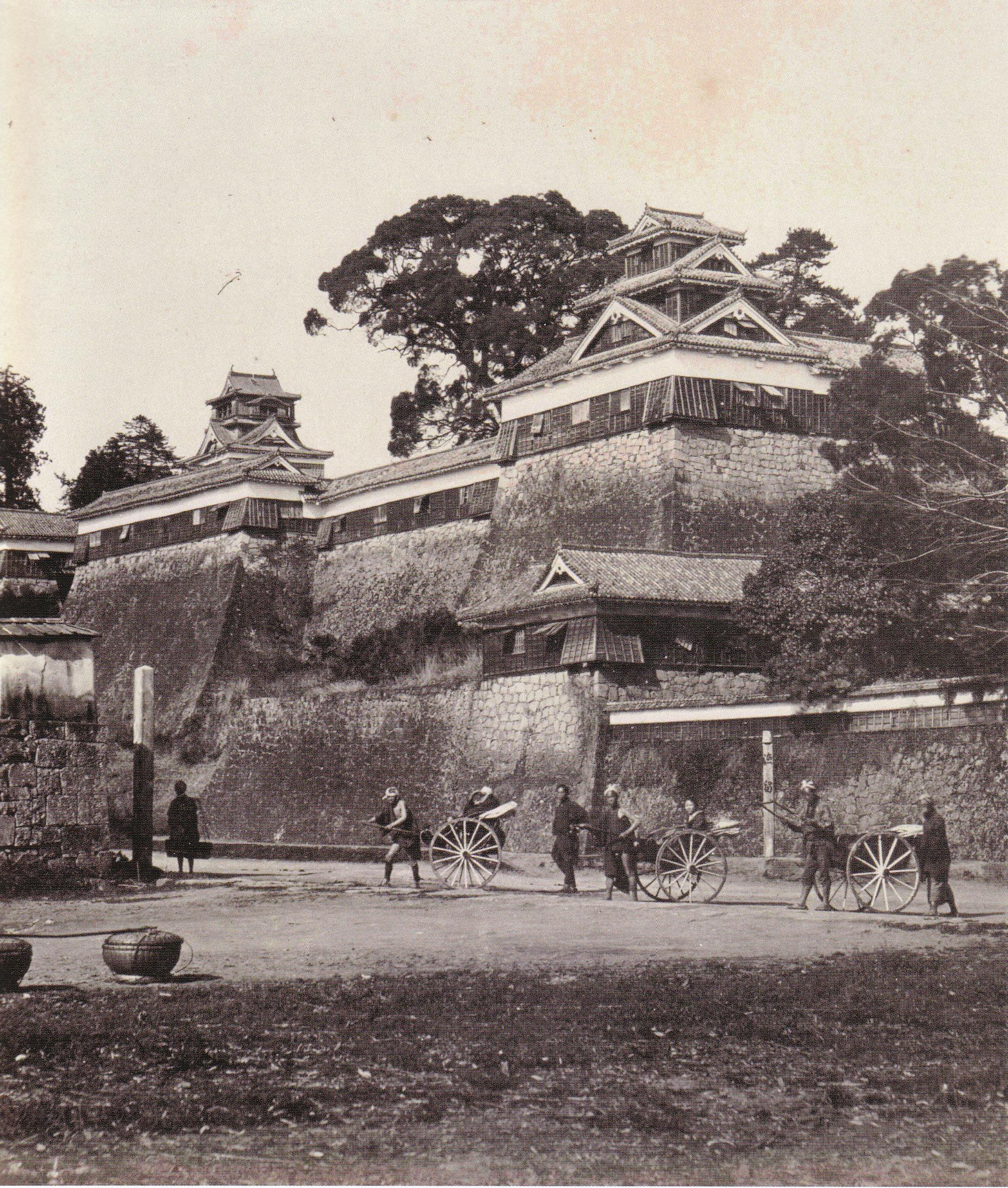
El castell l'any 1874.
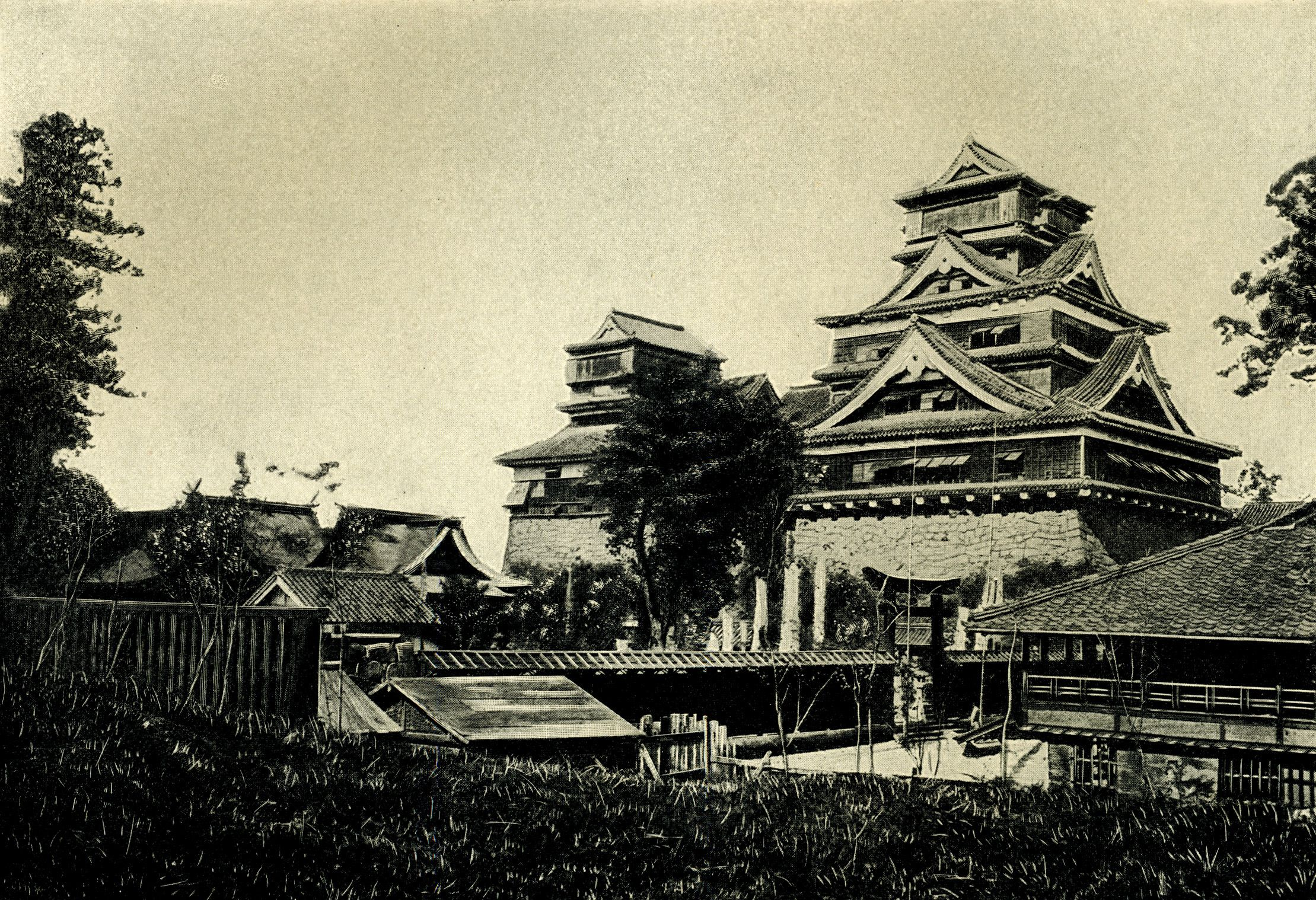
El castell abans de 1902.
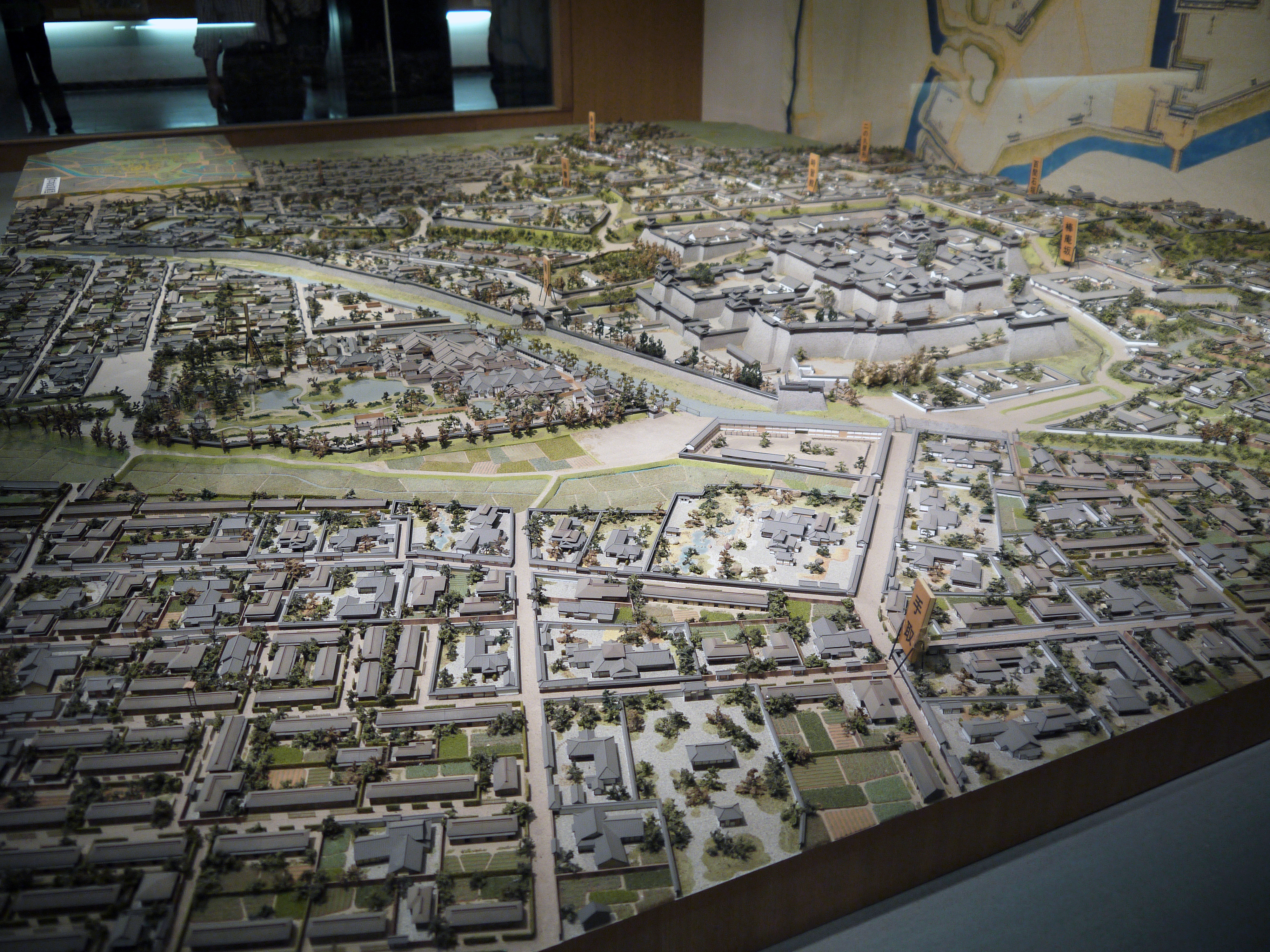
Maqueta del castell i de la ciutat durant el període Edo.

Aspecte exterior actual

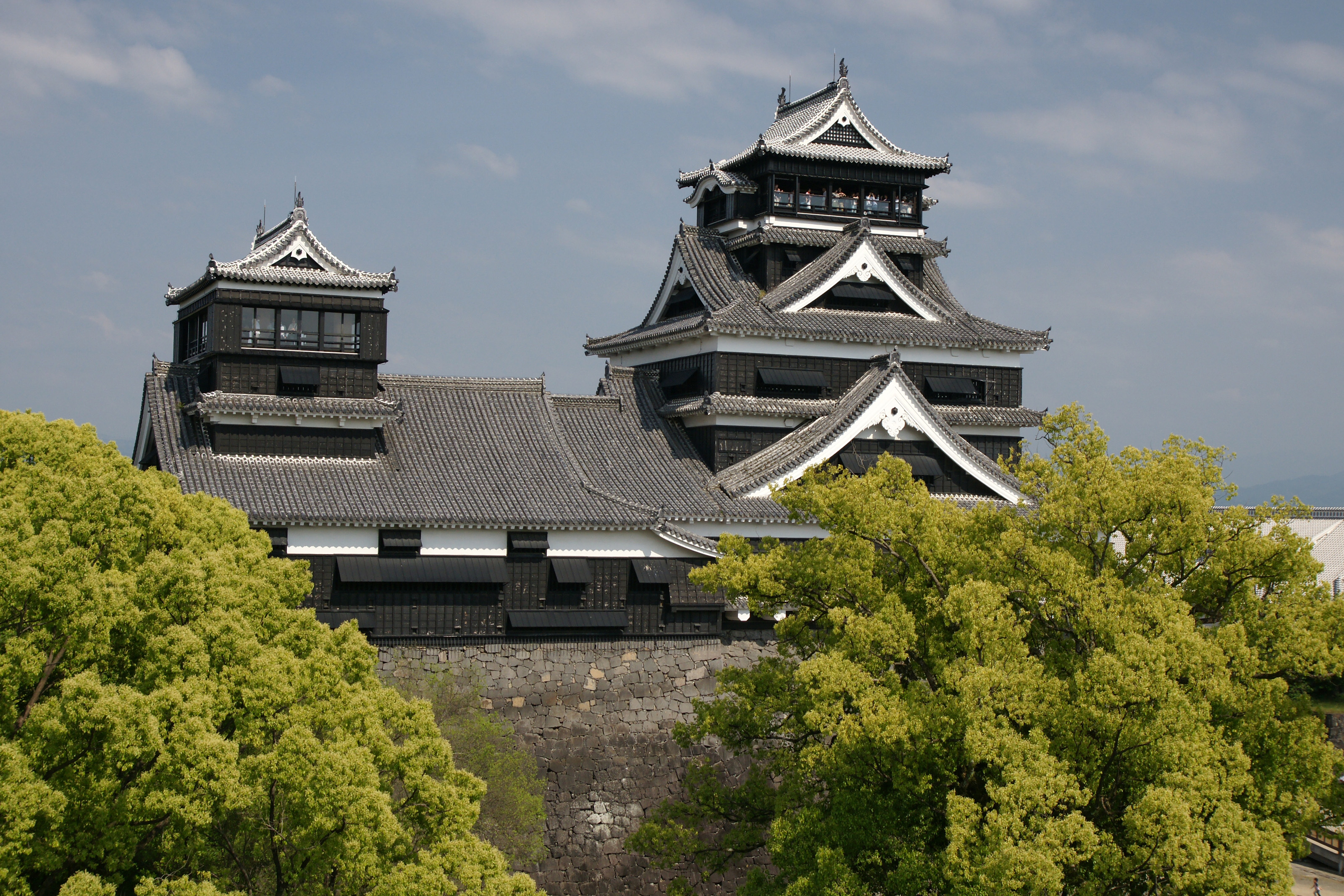
Vista del castell de Kumamoto.
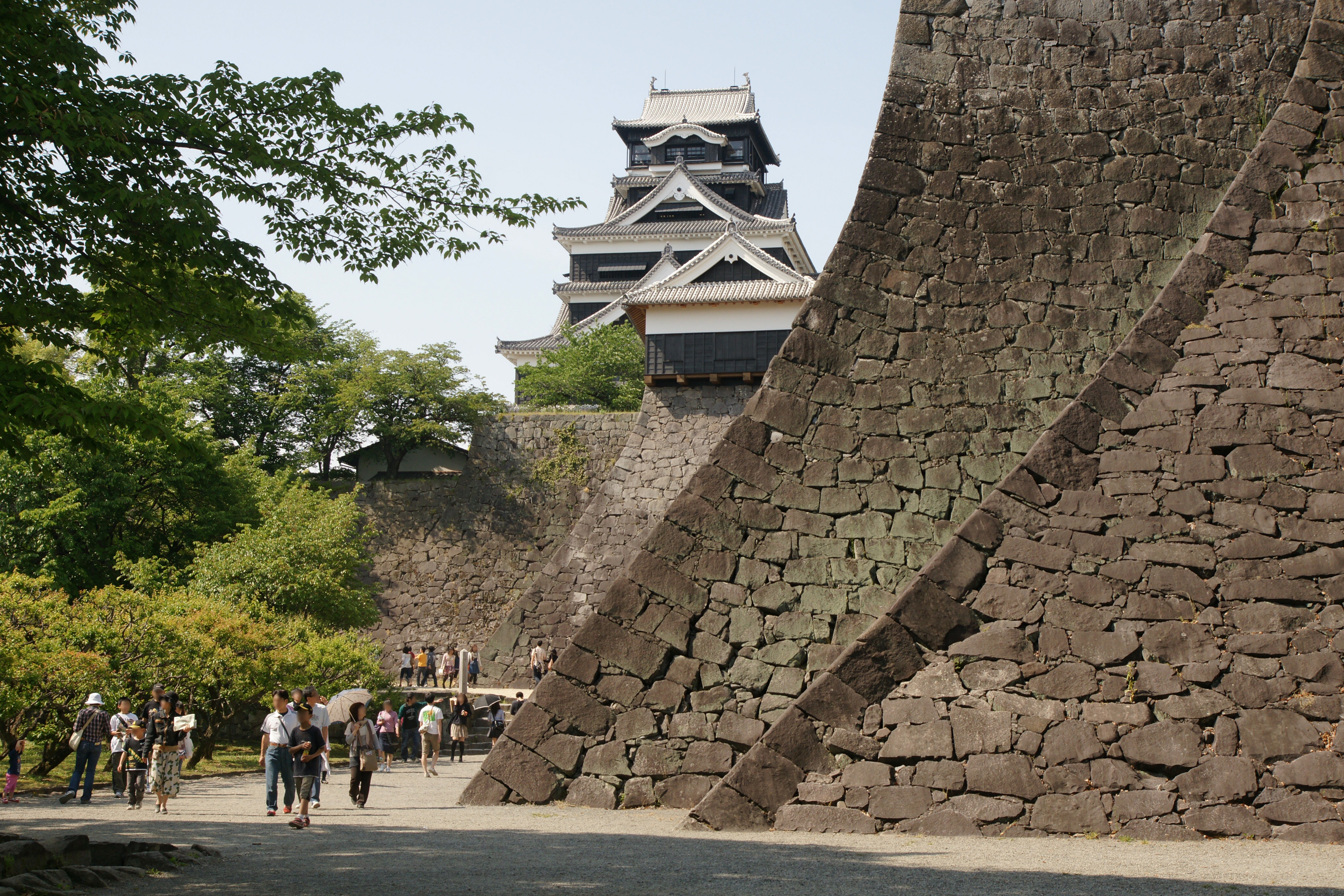
La muralla.
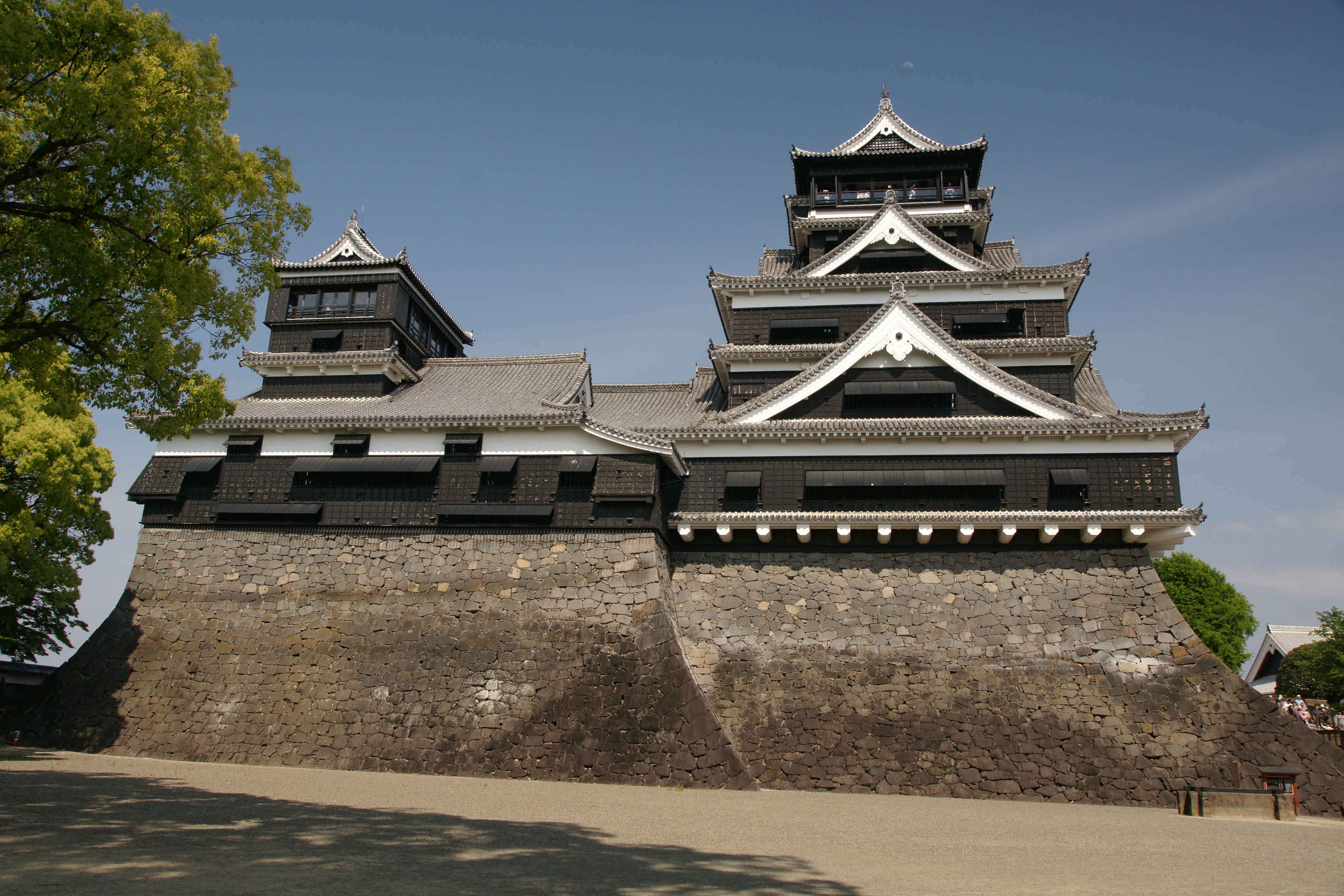
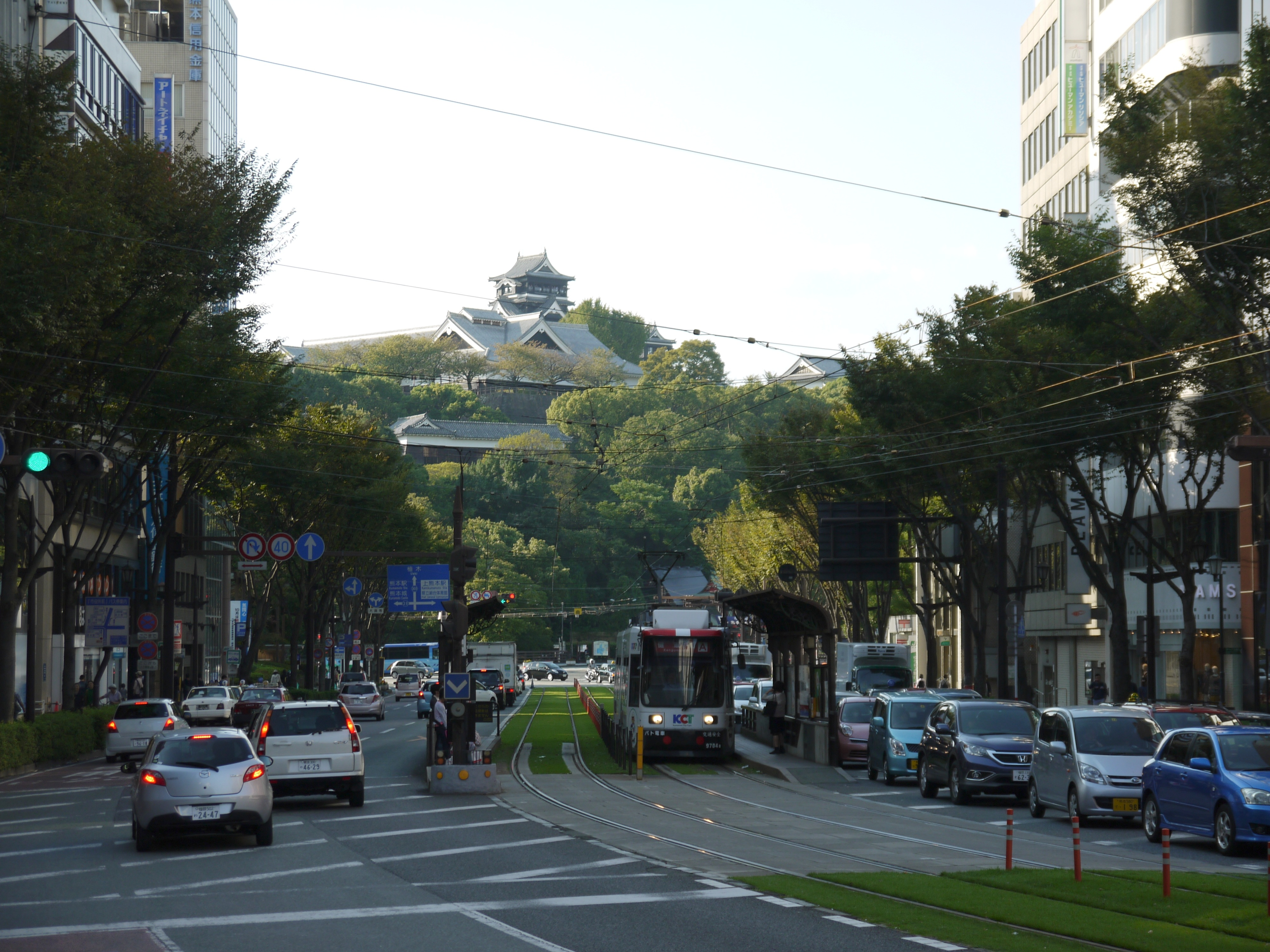
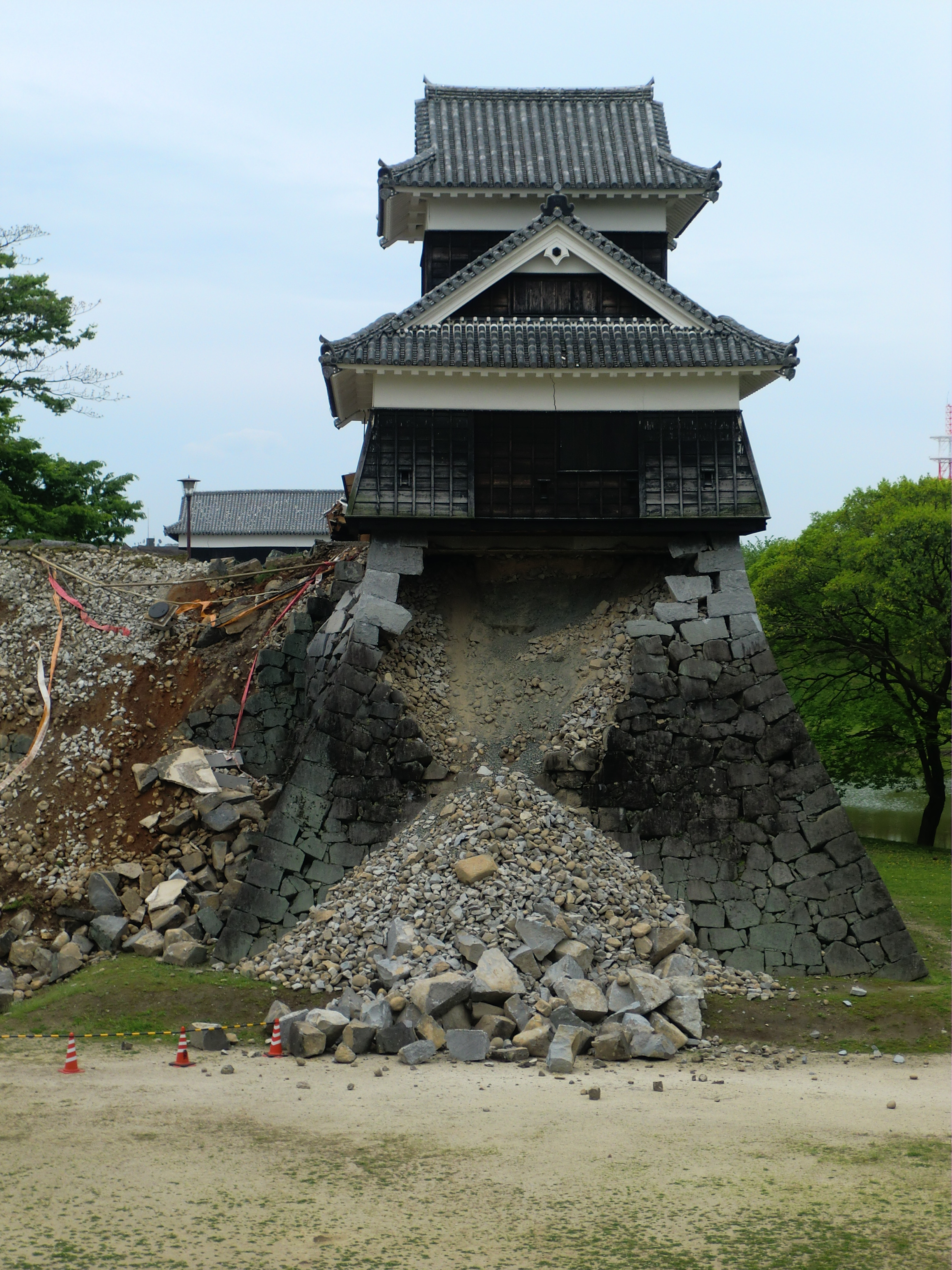
Deterioraments provocats pels seismes de 2016 de Kumamoto.